# Mormântul lui Alexandru Macedonski
Mormântul lui Alexandru Macedonski se află în Cimitirul Bellu din București, la figura 6. Crucea de la căpătâiul lui Alexandru Macedonski este din piatră, bogat ornamentată cu motive tradiționale românești.
Mormântul este înscris în Lista monumentelor istorice 2010 din Municipiul București (cod LMI B-IV-m-B-20118.083).